# الوحش الراكض (رواية)
الوحش الراكض هي رواية للكاتب الإنجليزي جيه جي بالارد، نشرت عام 1988، عن دار نشر هاتشنسون.